# بوجييه تينييه
بوجيت ثينيرس (بالفرنسية: Puget-Théniers)‏ هي بلدية فرنسية تقع في إقليم الألب البحرية من منطقة بروفنس ألب كوت دازور في جنوب شرق فرنسا. تبلغ مساحة هذه المدينة 21.45 (كم²)، وترتفع عن سطح البحر 409 م، يبلغ عدد سكانها 1818 نسمة حسب إحصاء المعهد الوطني للإحصاء والدراسات الاقتصادية سنة 2009 م. وترأس Robert Velay البلدية خلال فترة (2008-2014).

## أعلام
- لوي أوجوست بلانكي

## وصلات خارجية
- صفحة البلدية على موقع المعهد الوطني للإحصاء والدراسات الاقتصادية